# Castrocaro Terme e Terra del Sole
Castrocaro Terme e Terra del Sole est une commune de la province de Forlì-Cesena en Émilie-Romagne (Italie).
Castrocaro Terme e Terra del Sole est une station thermale.

## Géographie
Castrocaro Terme e Terra del Sole se trouve dans la plaine du Pô, sur le fleuve Montone à 11 km de Forlì sur la route N67 qui mène à Florence.

## Histoire
L'histoire de Castrocaro Terme e Terra del Sole est étroitement liée à celle de la région et des principales villes limitrophes (Forlì, Forlimpopoli, Cesena et Ravenne), ainsi qu’à la forteresse qui domine la ville sur le Mont Poggiolo ("Montepoggiolo" en italien). Les premières traces, qui donnèrent le nom à la ville, remontent au Moyen Âge.

## Monuments

### Montepoggiolo
Le château de Montepoggiolo est bâti sur une colline faisant partie de la commune de Castrocaro Terme e Terra del Sole, à une dizaine de kilomètres de Forlì.
Les premiers documents  le citent en 906 ainsi que le comte Berengario del castello di Montepoggiolo.
En 1403, le château de Castrocaro revient au Grand duché de Toscane. En 1471, son agrandissement, sous la direction de l’architecte  Giuliano da Maiano, le fait passer de simple tour à une véritable forteresse.
En 1564, conjointement avec la construction de Terra del Sole, la forteresse de Montepoggiolo devient un poste de vigie qui est désarmé en 1772.
En 1782 il est vendu et devient propriété privée.

## Administration
| Période                                  | Période  | Identité        | Étiquette    | Qualité |
| ---------------------------------------- | -------- | --------------- | ------------ | ------- |
| 29 mai 2007                              | En cours | Francesca Metri | Lista Civica |         |
| Les données manquantes sont à compléter. |          |                 |              |         |

### Hameaux
Pieve Salutare, Terra del Sole, Villa Rovere

### Communes limitrophes
Brisighella (RA), Dovadola, Forlì, Modigliana, Predappio

### Évolution démographique
Habitants recensés

### Ethnies et minorités étrangères
Selon les données de l’Institut national de statistique (ISTAT) au 1er janvier 2011 la population étrangère résidente était de 765 personnes.
Les nationalités majoritairement représentatives étaient :
| Pos. | Pays      | Population |
| ---- | --------- | ---------- |
| 1    | Roumanie  | 199        |
| 2    | Macédoine | 124        |
| 3    | Maroc     | 74         |